# 清水川站
清水川站（日语：／ Shimizugawa eki */?）乃位於日本青森縣東津輕郡平内町大字清水川字和山，由青森鐵道青森鐵道線營運。現時為無人車站，並由野邊地站管理。

## 車站結構
現時使用中的為水泥建成單層站房，規模與現時其他較大客量的站、如[小湊站]]或淺蟲溫泉站相近。
原則上，車站的出入口位於站房處，但連接月台之間的跨線行人天橋，兩端均設有一個小缺口，可以直接離開月台範圍，即上行月台可以不經過站房而直接離開；下行月台在樓梯口旁也開設了一個小的出口，可經小路通往山邊的集落和平内町立東小學校，實際上也變成了一個簡易出口。除方便乘車外，也為當地居民穿越線路提供便利。

### 月台配置
設2座側式月台，而且建有跨線橋以便跨越月台。本站沒有採用月台編號，站內的指示板及班次表亦只以「上行」、「下行」標示。
下行月台亦設有候車室。
| 月台   | 路線        | 方向 | 目的地           |
| ------ | ----------- | ---- | ---------------- |
| 站舍側 | ■青森鐵道線 | 上行 | 野邊地、八戶方向 |
| 對側   | ■青森鐵道線 | 下行 | 青森方向         |

※本站並未設置任何月台編號。

## 历史
- 1922年11月10日：日本國有鐵道（國鐵）開設清水川信號場。
- 1936年6月20日：從信號場升格為站，改為清水川站。
- 1962年4月1日：除了零擔貨運外，其它貨運服務一律停止。
- 1985年3月14日：本站無人化，但仍然由所屬管理站指派站員到本站閘口當值。
- 1987年4月1日：國鐵分割民營化，移交JR東日本繼續經營。
- 2010年12月4日：東北新幹線全線開通，本站轉由青森鐵道經營。

## 使用狀況
《青森縣統計年鑑》及平內町官方網頁均沒有顯示本站使用人數的資訊。而根據國土交通省「國土數值情報」，以下為本站1日平均上下車人次：
| 乘降人員推算 | 乘降人員推算     |
| 年度         | 1日平均 乘降人次 |
| ------------ | ---------------- |
| 2011         | 136              |
| 2012         | 148              |
| 2013         | 136              |
| 2014         | 122              |
| 2015         | 157              |
| 2016         | 173              |
| 2017         | 168              |
| 2018         | 150              |
| 2019         | 139              |
| 2020         | 121              |
| 2021         | 117              |
| 2022         | 106              |

## 相鄰車站
青森鐵道
■青森鐵道線
■普通
狩場澤－清水川－小湊

## 外部連結
- 青森鐵道清水川站 （页面存档备份，存于）